# Araneus anantnagensis
Araneus anantnagensis är en spindelart som beskrevs av Benoy Krishna Tikader och Bal 1981. Araneus anantnagensis ingår i släktet Araneus och familjen hjulspindlar. Inga underarter finns listade i Catalogue of Life.